# 福永信彦
福永 信彦（ふくなが のぶひこ、1944年2月22日 - ）は、日本の政治家、元自民党衆議院議員。父は元衆議院議長の福永健司。

## 来歴
埼玉県大宮市（現在のさいたま市）出身。埼玉県立大宮高等学校12期生。
1966年に中央大学法学部卒。卒業後は父の秘書を務めた。
1990年の総選挙で旧埼玉5区から当選、3期務めた。派閥は宮沢派に属した（のち加藤派）。
1996年の総選挙で埼玉5区から立候補し、民主党の枝野幸男らを破って当選する（枝野は比例で復活当選）。
2000年の総選挙で枝野幸男に敗れて比例復活できず落選。以後の立候補はない。
2014年、旭日中綬章受章。

## 選挙歴
| 当落 | 選挙                   | 執行日         | 年齢 | 選挙区    | 政党       | 得票数     | 得票率 | 定数 | 得票順位 /候補者数 | 政党内比例順位 /政党当選者数 |
| ---- | ---------------------- | -------------- | ---- | --------- | ---------- | ---------- | ------ | ---- | ------------------ | ---------------------------- |
| 当   | 第39回衆議院議員総選挙 | 1990年02月18日 | 45   | 旧埼玉5区 | 自由民主党 | 13万2390票 | 22.52% | 3    | 2/10               | /                            |
| 当   | 第40回衆議院議員総選挙 | 1993年07月18日 | 49   | 旧埼玉5区 | 自由民主党 | 7万8657票  | 13.07% | 4    | 4/10               | /                            |
| 当   | 第41回衆議院議員総選挙 | 1996年10月20日 | 52   | 埼玉5区   | 自由民主党 | 6万3120票  | 30.89% | 1    | 1/5                | /                            |
| 落   | 第42回衆議院議員総選挙 | 2000年06月25日 | 56   | 埼玉5区   | 自由民主党 | 8万6179票  | 36.76% | 1    | 2/4                | /                            |